# Polypedates
Polypedates – rodzaj płazów bezogonowych z podrodziny Rhacophorinae w rodzinie nogolotkowatych (Rhacophoridae).

## Zasięg występowania
Rodzaj obejmuje gatunki występujące we wschodnich Indiach, południowo-wschodniej Azji, na Filipinach i Borneo.

## Systematyka

### Etymologia
- Polypedates (Polypedotes): πολυς polus „wiele, dużo”[6]; πηδαω pēdaō „skakać” lub [7].
- Trachyhyas: gr. τραχυς trakhus „chropowaty, szorstki”[8]; rodzaj Hyas[b] Wagler, 1830.  Gatunek typowy: Polypedates rugosus A.M.C. Duméril & Bibron, 1841 (= Hyla leucomystax Gravenhorst, 1829).

### Podział systematyczny
Do rodzaju należą następujące gatunki:

- Polypedates assamensis Mathew & Sen, 2009
- Polypedates bengalensis Purkayastha, Das, Mondal, Mitra & Das, 2019
- Polypedates braueri (Vogt, 1911)
- Polypedates colletti (Boulenger, 1890)
- Polypedates cruciger Blyth, 1852
- Polypedates discantus Rujirawan, Stuart & Aowphol, 2013
- Polypedates hecticus Peters, 1863
- Polypedates himalayensis (Annandale, 1912)
- Polypedates impresus Yang, 2008
- Polypedates insularis Das, 1995
- Polypedates iskandari Riyanto, Mumpuni & McGuire, 2011
- Polypedates leucomystax (Gravenhorst, 1829) – wielkostopka domowa[9]
- Polypedates macrotis (Boulenger, 1891)
- Polypedates maculatus (J.E. Gray, 1830)
- Polypedates megacephalus Hallowell, 1861
- Polypedates mutus (Smith, 1940)
- Polypedates occidentalis Das & Dutta, 2006
- Polypedates otilophus (Boulenger, 1893) – wielkostopka kostnogłowa[9]
- Polypedates pseudocruciger Das & Ravichandran, 1998
- Polypedates pseudotilophus Matsui, Hamidy & Kuraishi, 2014
- Polypedates ranwellai Wickramasinghe, Munindradasa & Fernando, 2012
- Polypedates subansiriensis Mathew & Sen, 2009
- Polypedates taeniatus (Boulenger, 1906)
- Polypedates teraiensis (Dubois, 1987)
- Polypedates zed (Dubois, 1987)